# Medför (logik)
A medför B är generellt synonymt med, att B är en följd av A eller att B har A till förutsättning.
Mer preciserat är betydelsen, att det finns en giltig slutledning sådan att   slutsatsen B följer av premisserna A.
I formella system sägs A medföra B, om B är en syntaktisk följd av A, det vill säga att A tautologt implicerar B. I modellteorin sägs A medföra B, om A semantiskt implicerar B.
Symboliskt uttrycks, att A syntaktiskt implicerar B som {\displaystyle A\vdash B} och att A semantiskt implicerar B som {\displaystyle A\models B}.